# Liste der denkmalgeschützten Objekte in Zhoř u Stříbra
Grundlage dieser Liste der denkmalgeschützten Objekte in Zhoř u Stříbra ist die ÚSKP-Liste (Ústřední seznam kulturních památek České republiky, deutsch Zentrale Liste der Kulturdenkmäler der Tschechischen Republik), die von der tschechischen Denkmalschutzbehörde NPÚ (Národní památkový ústav, deutsch Nationale Denkmalbehörde) seit 1987 geführt wird und an die seit dem Jahr 1850 geschaffenen Listen anschließt.

## Denkmalgeschützte Objekte nach Ortsteilen

### Zhoř u Stříbra
| Lage            | Objekt                         | Beschreibung                   | ÚSKP-Nr.                  | Bild |
| --------------- | ------------------------------ | ------------------------------ | ------------------------- | ---- |
| Zhoř (Standort) | Kapelle der hl. Jungfrau Maria | Kapelle der hl. Jungfrau Maria | 44354/4-4721 Info Katalog | BW   |